# 544
Cette page concerne l'année 544  du calendrier julien. Pour l'année 544 av. J.-C., voir 544 av. J.-C. Pour le nombre 544, voir 544 (nombre).
L'année 544 est une année bissextile qui commence un vendredi.

## Événements
- Hiver 543-544 : début de l'insurrection berbère en Afrique contre Byzance sous le commandement d’Antalas (544-548)[1].
- 6 avril : Arator déclame publiquement son poème « De actibus apostolorum » dans l’église Saint-Pierre-aux-Liens à Rome[2].
- Printemps : 
  - Bataille de Sufétula. Le préfét du prétoire d'Afrique Solomon est battu et tué par les Berbères d’Antalas[1].
  - Totila assiège Otrante avec une partie de son armée et marche sur Rome avec l'autre. Il prend Tibur à la faveur de la défection de la garnison byzantine, composée d'Isauriens en conflit avec la population, qui est massacrée avec son évêque[3].
- Été : Bélisaire est envoyé en Italie par Justinien devant les progrès des Ostrogoths[3]. Il commence par occuper Pesaro et les places autour de Rome et à secourir Otrante assiégée par Totila[4].
- Décembre : arrivé de Bélisaire à Ravenne. Il promet une amnistie aux Goths qui se rallieraient à Justinien[5].

- La flotte byzantine reprend Ceuta et repousse l'intervention de la flotte wisigothe[6].
- Les Huns koutrigours (bulgares) ravagent l'Illyricum[7]. À cette annonce, les soldats illyriens qui servent en Italie désertent et rentrent défendre leur patrie[3].
- Affaire des Trois Chapitres ; un édit impérial anathématise trois théologiens du Ve siècle, Théodore de Mopsueste, Ibas d'Édesse et Théodoret de Cyr, prétendus nestoriens pour donner satisfaction aux monophysites et réconcilier avec eux l’État et les Orthodoxes, tentative échouée de compromis de Justinien pour résoudre la crise religieuse. Les occidentaux protestent. Le pape Vigile refuse d’approuver l’édit et excommunie le patriarche de Constantinople (11 avril 548)[8].

## Naissances en 544
- Pas de naissance connue.

## Décès en 544
- Mobhi, moine irlandais.
- Solomon, gouverneur byzantin.
- Stotzas, soldat byzantin dirigeant d'une rébellion militaire.